# Servitude (droit français)
Pour les articles homonymes, voir Servitude.
La servitude (du latin servitium) est un droit réel immobilier consistant en une charge imposée sur un immeuble, qualifié de fonds servant, pour l'usage et l'utilité d'un autre immeuble, qualifié de fonds dominant. Considérée comme une limite au droit de propriété, la servitude permet d'améliorer l'utilité économique d'un bien par l'affectation à son service d'un autre bien.
Deux grandes espèces existent :
- celles d'utilités privées, prévues par le Code civil, aux articles 637[1] à 710[2].
- celles d'utilité publique, prévues par le code de l'urbanisme, le Code de l'environnement, le code rural et de la pêche maritime, le Code forestier…)

Une partie de la doctrine débat de la qualification de servitude pour celles d’utilité publique, faute de l'existence d'un fonds dominant. La jurisprudence consacre de son côté clairement la qualification de servitude aux servitudes d'utilité publique.

## Les caractères de la servitude
Les servitudes sont accessoires, perpétuelles, exclusives et indivisibles.

### Le caractère accessoire
Les servitudes sont attachées aux fonds auxquels elles profitent. La servitude est indissociable du fonds dominant. Contrairement à d'autres droits réels comme l'usage ou l'usufruit qui sont attachés aux personnes, la servitude se transmet en même temps que le fonds. Elles ne sauraient donc être cédées ou hypothéquées individuellement.

### Le caractère perpétuel
La servitude épouse le caractère perpétuel de la propriété du fonds dominant.Toutefois, cette affirmation doit être relativisée dans la mesure où il est possible de prévoir des servitudes temporaires par exemple.

### L'exclusivité
Selon un arrêt de la troisième chambre civile de la Cour de cassation rendu le 24 mai 2000 , « une servitude ne peut être constituée par un droit exclusif interdisant au propriétaire du fonds servant toute jouissance de sa propriété ». Une servitude constituée au profit exclusif du fonds dominant est interdite.

### L'indivisibilité
L'indivisibilité de la servitude signifie que la servitude grève l'ensemble du fonds servant et profite à l'ensemble des fonds dominants. Lorsque le fonds dominant ou servant est divisé, la servitude profite à toutes les parties du fonds divisé

## Classification
On distingue entre les servitudes légales (celles qui sont prévues dans la loi), les servitudes judiciaires (celles qui ont été construites par les juges) et les servitudes établies « par le fait de l'homme ».

### Les servitudes légales
Les servitudes légales désignent les limitations par la loi du droit de propriété. Leur constitution et leur assiette d'exercice sont prévues par la loi. On distingue entre les servitudes légales d'utilités publiques et les servitudes légales d'utilité privée.
Les servitudes légales d'utilités publiques sont celles qui imposent une charge de plein droit sur un immeuble au profit d'une personne morale publique. Limitation administrative au droit de propriété, elles peuvent aboutir :
- soit à certaines interdictions ou limitations à l’exercice par les propriétaires de leur droit de construire, et plus généralement le droit d’occuper ou d’utiliser le sol ;
- soit à supporter l’exécution de travaux ou l’installation de certains ouvrages, par exemple pour l’établissement des lignes de télécommunications ou le transport d’énergie électrique ;
- soit, mais plus rarement, à imposer certaines obligations de faire à la charge des propriétaires (travaux d’entretien ou de réparation, etc.)

Les servitudes légales d'utilité privée sont celles qui imposent de plein droit une charge sur un immeuble au profit d'un autre immeuble. Le Code civil a posé quelques servitudes de voisinage afin de faciliter la coexistence entre personnes privées. On peut citer :
- l’écoulement des eaux : un propriétaire doit établir ses toits de manière que les eaux pluviales s’écoulent sur son terrain ou sur la voie publique et non sur le fonds du voisin. Concernant les eaux de ruissellement, le fonds inférieur doit accepter les eaux pluviales s'écoulant naturellement du terrain supérieur, tant qu'il n'y pas pas d'aggravation de cet écoulement ;
- le respect des distances : pour ne pas gêner son voisin, il convient de garder des distances. Fort de ce principe, le Code civil a posé des règles précises quant aux distances à respecter pour planter, construire, ou faire des ouvertures. Les dispositions du Code civil sont aujourd'hui très peu utilisées. Le Code de l’urbanisme et le Code de l’environnement ont très largement suppléé les dispositions du Code civil ;
- le passage en cas d’enclave : les articles 682 à 685-1 du Code civil permettent au propriétaire dont le fonds est enclavé de réclamer le passage, à charge d’une indemnité proportionnée au dommage qu’il peut occasionner, sur le fonds de ses voisins.

### Les servitudes judiciaires
Les servitudes judiciaires sont celles d'origine jurisprudentielle. Elles visent à régler les litiges où la loi ou le contrat ne prévoient rien. Ce sont des servitudes de « cour commune ». On distingue principalement entre les servitudes de tour d'échelle, les servitudes Non ædificandi et les servitudes non altius aedificandi.
La servitude de tour d'échelle permet de résoudre la situation où un propriétaire d'un fonds se situe en limite de propriété et qu'il a besoin d'empiéter sur le fonds du voisin afin de réaliser des travaux. Sauf stipulation contractuelle, cette servitude n'existe pas de plein droit et doit être formulée devant le juge. Le juge veillera strictement à ce que cette servitude soit absolument nécessaire, à ce que l'assiette de la servitude soit le plus réduit possible et, enfin, à ce qu'une indemnité soit prévue.
La servitude non ædificandi désigne l'interdiction faite par le juge d'édifier une construction sur un fonds. Les motivation d'une telle interdiction sont multiples. On peut par exemple citer le risque de déstabilisation du terrain.
La servitude non altius aedificandi désigne enfin l'interdiction faite par le juge de surélever un immeuble.

### Les servitudes du fait de l'homme
Les servitudes du fait de l'homme désignent celles qui naissent de l'intervention de l'homme. Depuis l'entrée en vigueur du code général de la propriété des personnes publiques, le domaine public peut supporter des servitudes conventionnelles.
Si l'accord des propriétaires suffit pour la créer (principe du consensualisme), il est nécessaire de recourir à un acte authentique, c’est-à-dire un acte notarié, pour que la servitude soit publiée au service de la publicité foncière et devienne ainsi opposable aux propriétaires successifs du fonds servant.
Les servitudes établies « par le fait de l'homme » peuvent être :
- par titre ou conventionnelles. À noter que les servitudes conventionnelles peuvent aisément consister en des servitudes non altius aedificandi (interdiction de surélever)[8] ou non aedificandi (interdiction de construire)[9] par exemple ;
- acquises par usucapion, si elles sont continues et apparentes ;
- par destination du père de famille (implicite), lorsque les deux fonds formaient autrefois une même propriété, et qu'elles ont été volontairement divisées par leur propriétaire, qui est censé avoir constitué les servitudes nécessaires au fonctionnement des deux fonds[10].

Il existe par ailleurs de nombreuses servitudes classées selon leur mode d’exercice continu ou discontinu.
- Les servitudes continues sont celles dont l’usage est ou peut être continuel sans avoir besoin du fait actuel de l’homme[Note 1]. 
Exemple : une servitude de vue[12]…
- Les servitudes discontinues sont celles qui ont besoin du fait actuel de l’homme pour être exercées[Note 2]. 
Exemples : droit de passage, droit de puisage, servitude de passage de canalisation[13]...